# Humniszcze (Ukraina)
Humniszcze (ukr. Гумнище, Humnyszcze) – wieś na Ukrainie, w rejonie łuckim obwodu wołyńskiego, w składzie w silskiej rady Peremyl.
Do 2020 w rejonie horochowskim. 

## Geografia
Wieś położona nad Styrem przy Zbiorniku Chrynnickim (Хрінницьке водосховище), w pobliżu drogi lokalnej Wyżwa Stara-Bucyń (Т 0310).

## Historia
W okresie Wielkiego Księstwa Litewskiego Humniszcze należało do koszyrskiej linii Sanguszków. W testamencie Lwa Sanguszki z 1571 r. zapisane zostało Andrzejowi Sanguszce z linii kowelskiej.
Pierwsza historyczna wzmianka o Humniszczu pochodzi z 1649 r., kiedy to miejscowość liczyła 20 dymów, zaś rok później – 17.
Po Sanguszkach właścicielami wsi byli Jan Wyleżyński, Leszczyńscy i – w XIX w. – Pietruszewscy. W 1740 r. Maria Skrzyniewska uposażyła drewnianą cerkiew filialną w Humniszczach (parafia Peremyl).
W okresie rozbiorów Rzeczypospolitej Humniszcze znalazło się na obszarze tzw. ziem zabranych zaboru rosyjskiego. W XIX w. miejscowość leżała w gminie Beresteczko, w powiecie (ujeździe) dubieńskim guberni wołyńskiej i liczyła 39 domów oraz 237 mieszkańców.
W okresie międzywojennym Humniszcze należało do gminy Beresteczko w powiecie dubieńskim, a następnie horochowskim, województwa wołyńskiego II Rzeczypospolitej.
W okresie II wojny światowej proboszczem w Humniszczu był Marceli Wysokiński SJ, opiekujący się utworzoną tu wcześniej parafią neounicką, która została zlikwidowana po zajęciu Wołynia przez Armię Czerwoną (1944) i przejściu miejscowej ludności na prawosławie (1945).